# Сельце (гміна Промна)
Сельце (пол. Sielce) — село в Польщі, у гміні Промна Білобжезького повіту Мазовецького воєводства.
Населення — 31 особа (2011).
У 1975—1998 роках село належало до Радомського воєводства.

## Демографія
Демографічна структура станом на 31 березня 2011 року:
|          | Загалом | Допрацездатний вік | Працездатний вік | Постпрацездатний вік |
| -------- | ------- | ------------------ | ---------------- | -------------------- |
| Чоловіки | 20      | 5                  | 14               | 1                    |
| Жінки    | 11      | 1                  | 6                | 4                    |
| Разом    | 31      | 6                  | 20               | 5                    |